# Mirahmetjan Muzepper
Mirahmetjan Muzepper - em chinês tradicional, 木热合买提江·莫扎帕, pinyin, Mùrèhémǎitíjiāng Mòzhāpà e uigur, مىراكھمادژون مۇزاففار (Kashgar, 14 de janeiro de 1991) é um futebolista profissional chinês que atua como lateral-esquerdo. Atualmente defende o Tianjin Teda.

## Carreira
Seu pai e seu avô também foram jogadores de futebol, tendo atuado apenas em clubes de Xinjiang.
Revelado nas categorias de base do Shandong Luneng, se profissionalizou em 2010. No mesmo ano, foi emprestado ao Henan Jianye para ganhar experiência - foram 21 partidas e nenhum gol. Voltou ao Shandong em 2011, realizando apenas 15 partidas, com um gol.
Em 2014, Maitijiang (como também é conhecido) regressou ao Henan Jianye, desta vez numa transferência livre. Após 41 partidas e um gol feito, o jogador não renovou seu contrato e assinou com o Tianjin Teda em janeiro de 2017.

## Seleção Chinesa
Tendo jogado nas equipes de base da China, Maitijiang entrou para a história do futebol nacional ao tornar-se o primeiro uigur a defender o selecionado, em qualquer categoria. A estreia foi em setembro de 2018, na derrota por 1 a 0 frente ao Qatar, entrando no lugar de Gao Lin aos 29 minutos do segundo tempo.